# 780 Armenia
780 Armenia
780 Armenia là một tiểu hành tinh ở vành đai chính. Nó được G. N. Neujmin phát hiện ngày 25.01.1914 ở Simeiz (Krym, Ukraina), và được đặt theo tên nước Armenia.